# Глухота при белите котки
Глухотата при белите котки е генетично унаследена болест при котките с бял цвят на козината, проявяваща се с глухота, резултат от дегенерация на вътрешното ухо. Това състояние е съпроводено често с наличието на сини очи. Глухотата може да бъде на двете уши или едностранна. Установено е, че напълно бели котки с хетерохромия проявяват глухота с ухото намиращо се от тази страна на главата, където е синьото око.
При проведено през 1997 г. изследване при бели котки с нарушение в слуха е установено, че при 30% от тях глухотата е пълна. Установено е, че кортиевият орган дегенерира напълно още в първите седмици след раждането. При тези котки още в първите седмици след раждането не се наблюдава възбуждане на отговор в мозъчния ствол на звуков дразнител. Поради това се предполага, че тези животни никога не са усещали звуков дразнител. При изследването е установено и че няколко месеца след дегенерацията на кортиевия орган настъпва дегенерация и на нервните клетки на охлюва във вътрешното ухо.

## Генетични особености при белите котки
Генетичните причини за глухотата при белите котки са добре проучени. Тя е свързана с въздействието на доминантните алели на гена за бял цвят на козината W-, който поражда няколко определени процеси в хода на ранното ембрионалното развитие. В една от фазите в района на нервната тръба се отделят група специфични клетки, известни като меланобласти. Те са предшественици на меланоцитите, чието предназначение е продукцията на пигмента меланин и доставянето му до всеки един космен фоликул и ириса на окото. Поради това меланобластите извършват сложна миграция в ембриона, като достигат до кожата и очите. При това меланобластите пристигат до съответния орган вече, когато космените фоликули и ирисите са развити.
В процеса на одомашняване на котката (както и при други домашни животни) обаче възниква доминантна мутация, при която се нарушава способността на меланобластите да мигрират. Тази мутация е наречена „Dominant White (W-)“. При котките клетките произвеждащи меланин не достигат навреме и не могат да предадат пигмента на космите, при което животното остава бяло. В редки случаи меланобласти успяват да достигнат до космените фоликули на кожата на главата и така някои от индивидите имат пигментирани участъци. Количеството на меланобластите в ириса при различните носители на мутацията е различно. Ако тяхното количество е много, то очите са с нормален цвят. Обратно – ако меланобластите липсват или са твърде малко, очите са сини. В случаите на хетерохромия меланобласти не мигрират до едно от очите и то остава синьо. Другото око е с нормален цвят.
Доминантният алел на гена за бял цвят на козината нарушава не само възможността за миграция на меланобластите, но и на някои други клетки, които търпят диференциация от областта на ембрионалната нервна тръба. Така клетките, даващи началото на Кортиевия орган, не се развиват нормално. Това явление, при което доминантният алел определя появата на три или повече взаимно свързани белега в поколението, се нарича плейотропия. Връзката между белия цвят на козината, сините очи и глухотата е отбелязана още от Чарлз Дарвин. Тези плейотропни ефекти на гена W обаче не се явяват при всичките му носители. Данните за честотата на проявление на отделните белези е – 17 - 22 % от белите котки с нормални очи се раждат глухи, 40 % от белите котки с хетерохромия са глухи, и 65 - 85 % от напълно белите котки със сини очи са и глухи. При това глухотата при белите котки с хетерохромия се явява при ухото, намиращо се от страната на синьото око.